# この胸のときめきを (1988年の映画)
『この胸のときめきを』は、森沢なつ子・畠田理恵主演、中岡京平原案・脚本、和泉聖治監督の日本映画。修学旅行で京都に集まった高校生たちの3日間の恋を描いた青春映画。哀川翔の映画デビュー作。
当時全国に20店舗を展開していたオールディーズを生演奏するライブハウス「ケントス」が映画製作に乗り出したその第一作。元ヴィレッジシンガーズで当時ケントスの専務だった林ゆたかがプロデューサーを務めた。製作発表時の題名は『この胸のときめき・卒業エクスプレス』で、5月の京都に集まる修学旅行生たちの3日間の恋を60年代のオールディーズに乗せて爽やかに描く日本版アメリカン・グラフィティと発表された。つまりケントスの宣伝を兼ねた映画。使用される楽曲はオールディーズのスタンダード・ナンバーを中心とした構成であるが、原曲ではなく、映画全体に日本語によるオールディーズのカバーを散りばめると珍しい試み。

## あらすじ
文学少女の矢嶋メロンは、恋愛小説を書くくせに自分は恋に奥手で、友人である来生紀子の恋を応援するばかり。紀子はメロンのアドバイスに従い憧れの翔にアタックするが、彼がバイク（ホンダ・スティード）の後ろに女を乗せているのを見かけて落胆する。そんな二人がいる京都に、仙台の高校と博多の高校が修学旅行でやってきた。仙台の圭輔は博多の加奈子と文通していたが、自分の代わりに友人・喜一の写真を加奈子に送っていて、喜一と加奈子が二人きりのデートをすることに。加奈子を好きな鉄人は喜一と喧嘩になり、チンピラの服を汚してしまう…。

## キャスト
- 来生紀子：森沢なつ子
- 矢嶋メロン：畠田理恵
- 藤崎翔：哀川翔
- 藤崎アンナ：香坂みゆき
- 村野圭介：南渕一輝
- 早川喜一：保坂尚輝
- 同級生：渡部篤郎
- 木暮先生：本田博太郎
- バスガイド：奥田圭子(恭子)／浜田朱里
- 松森加奈子：松下由樹
- 工藤鉄人：長倉大介
- 石松：倉崎青児
- 早苗：清水真希
- 源田先生：宍戸錠
- バスガイド：神津はづき
- 鮫島寅男：渡辺裕之
- 鮫島の女：水島裕子
- 鮫島の舎弟：水上功治／我王銀次
- 映画監督：室田日出男
- 助監督：植田芳暁
- 太秦の侍：エド山口
- テーラーの主人：ジェームス藤木
- GARAGE HEROESの主人：佐藤秀光
- 不良学生：寺島進
- 寺山修作：宇崎竜童
- 時枝志津子：あべ静江
- 矢嶋誠治：田中邦衛

## スタッフ
- 監督：和泉聖治
- 企画・製作：安本正満／林ゆたか
- プロデューサー：中村賢一／林 実
- 原作：集英社「コバルト文庫」刊
- 原案・脚本：中岡京平
- 音楽：長戸大幸／林ゆたか
- 撮影：佐々木原保志
- 美術：澤田清隆
- 録音：谷村彰治
- 照明：長田達也
- 編集：飯塚勝
- 助監督：原田昌樹
- 制作担当：高橋喜久雄
- 制作：ケントスムービーブラザーズ
- 制作協力：C・C・J
- 配給：東映クラシックフィルム

## サウンドトラック
曲目
1. ジョニー・B・グッド：ジェームス藤木 クールス
2. ダイアナ：鈴木義之
3. オンリー・ザ・ロンリー（英語版）：生沢祐一
4. プリーズ・ミスター・ポストマン：瑠衣 仙台ケントス
5. ジョニー・エンジェル：林舞
6. シェリー：槇みちる
7. ビー・マイ・ベイビー：北岡麻里江 金沢ケントス
8. ヤング・ワールド（英語版）：小松久
9. 逢った途端にひとめぼれ：林舞
10. 悲しき雨音：小室和之
11. ブルー・スエード・シューズ：生沢祐一
12. ボビーに首ったけ（英語版）：かとうゆかり
13. 監獄ロック：生沢祐一
14. サスピション（英語版）：山本とおる
15. ミスター・ロンリネス：鈴木義之
16. ラヴ・ポーションNo.9（英語版）：CHUCK KONDOH
17. オンリー・ユー：上妻健 大阪ケントス
18. スタンド・バイ・ミー：ジェームス藤木 クールス
19. 好きにならずにいられない：生沢祐一
20. ツイストで踊り明かそう：飯田淳人 キャシーズ
21. ボーイ・ハント：香坂みゆき
22. リトル・ダーリン（英語版）：安部敏司 博多ケントス
23. この胸のときめきを（英語版）：生沢祐一[3]

発売元アポロン音楽工業
発売日1988年10月5日
ギター演奏に6人参加しているが、そのうちの一人が 松本孝弘である。

## 製作
映画撮影は1988年6月–7月に京都を中心に撮影が行われたが、2020年代の今日ではこの時期に京都で撮影を行うのは困難を伴うものと見られる。製作発表時はクランクイン直前か、直後と見られるが、出演者は主演・森沢なつ子の他、畠田理恵、哀川翔、南渕一輝、保坂尚輝、長倉大介、本田博太郎、田中邦衛、宍戸錠、室田日出男、宇崎竜童の11人しか発表がなかった。スタッフ・キャストの平均年齢が23歳というかつての映画製作では考えられない大学映研並みのスタッフワーク。

## ロケ地
- 四条大橋
- 八坂神社
- 太秦映画村
- 清水寺
- 大覚寺
- 永観堂
- 渡月橋
- 嵐電
- 新京極通
- 保津峡
- 新門荘

## ソフト状況
アポロ（アポロクリエイト）からビデオ（VHS）、LDが、バンダイ・ミュージックエンタテインメントから1989年3月5日にビデオ（VHS）が発売されていたが既に廃盤。DVDは発売されておらず、オークション等では常に高値で取引されている。